# Wereldspelen 2013

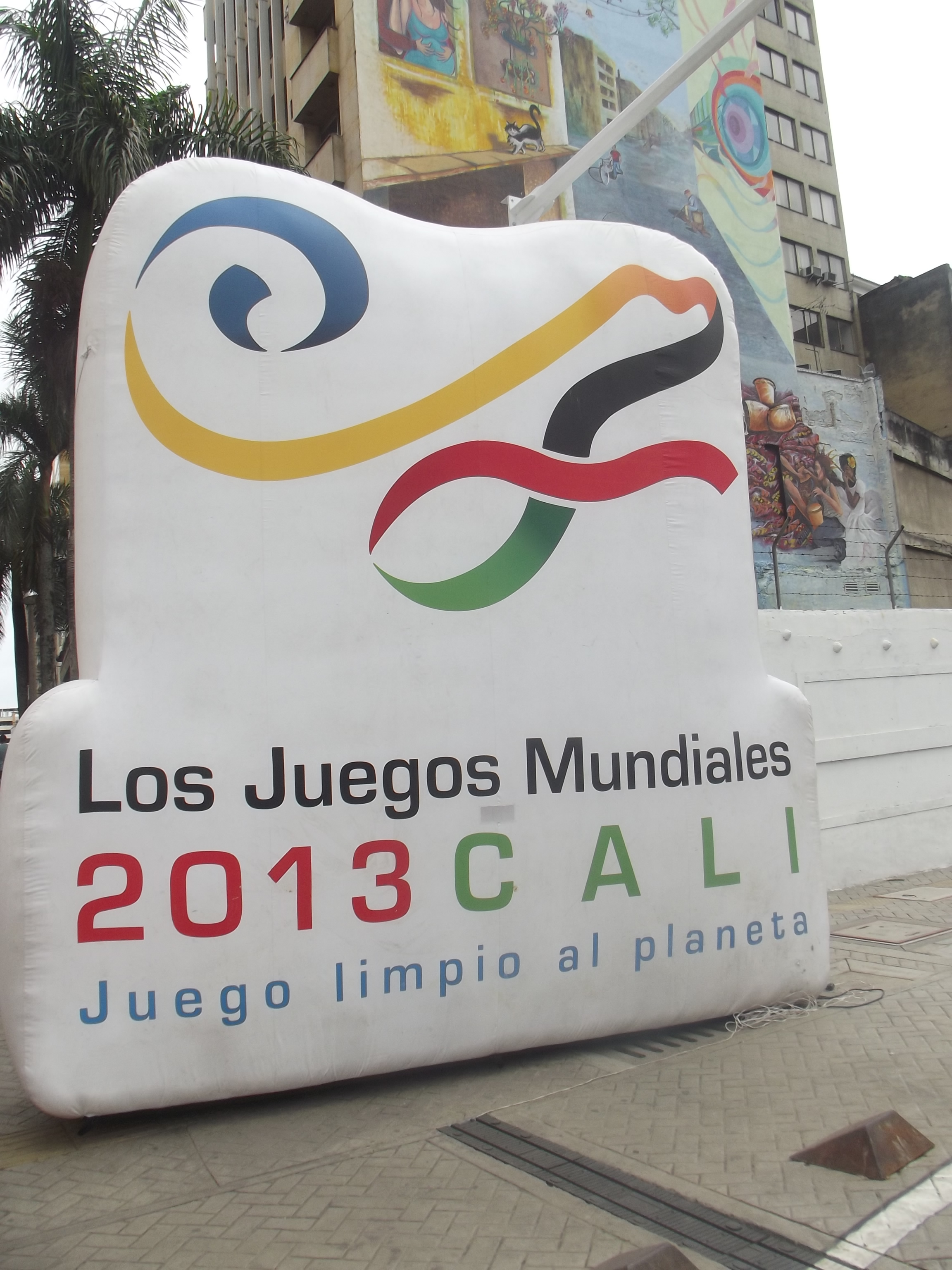
Logo van de Wereldspelen 2013

Wereldspelen 2013 was de negende editie van de Wereldspelen. Deze editie vond van 25 juli tot en met 4 augustus 2013 voor de eerste keer plaats in Zuid-Amerika, in Cali, Colombia. Op de Wereldspelen worden sporten beoefend die niet tijdens de Olympische Spelen aan bod komen.
Aan de Wereldspelen namen 2870 atleten uit 98 landen deel aan 36 sporten. Het aantal atleten en deelnemende landen was gedaald in vergelijking met de Wereldspelen van 2009. In 2009 namen 105 landen met 4800 atleten deel aan de Wereldspelen van dat jaar. 
59 atleten uit België en 78 uit Nederland werden naar de Wereldspelen gestuurd.

## Sporten
Er stonden 31 officiële sporten en 5 demonstratiesporten op het programma van de 9e Wereldspelen.

### Demonstratiesporten
- Baanskaten
- Duatlon
- Softbal
- Vlakwaterkanovaren
- Wushu

## Medailletabel

### Medailletabel top 10 landen
| #                      | Land                | Goud | Zilver | Brons | Totaal |
| ---------------------- | ------------------- | ---- | ------ | ----- | ------ |
| 1                      | Italië              | 18   | 13     | 18    | 49     |
| 2                      | Rusland             | 17   | 23     | 13    | 53     |
| 3                      | Frankrijk           | 16   | 11     | 13    | 40     |
| 4                      | Duitsland           | 15   | 7      | 8     | 30     |
| 5                      | China               | 14   | 6      | 2     | 22     |
| 6                      | Verenigde Staten    | 11   | 4      | 4     | 19     |
| 7                      | Oekraïne            | 9    | 10     | 9     | 28     |
| 8                      | Colombia            | 8    | 13     | 10    | 31     |
| 9                      | Verenigd Koninkrijk | 6    | 6      | 3     | 15     |
| 10                     | Taiwan              | 5    | 5      | 8     | 18     |
|                        |                     |      |        |       |        |
| 18                     | Nederland           | 2    | 6      | 5     | 13     |
| 19                     | België              | 2    | 4      | 4     | 10     |
| Complete medailletabel |                     |      |        |       |        |

Opmerking: Medailles die behaald werden bij demonstratiesporten zijn niet meegerekend bij bovenstaande tabel.

### Belgische medaillewinnaars

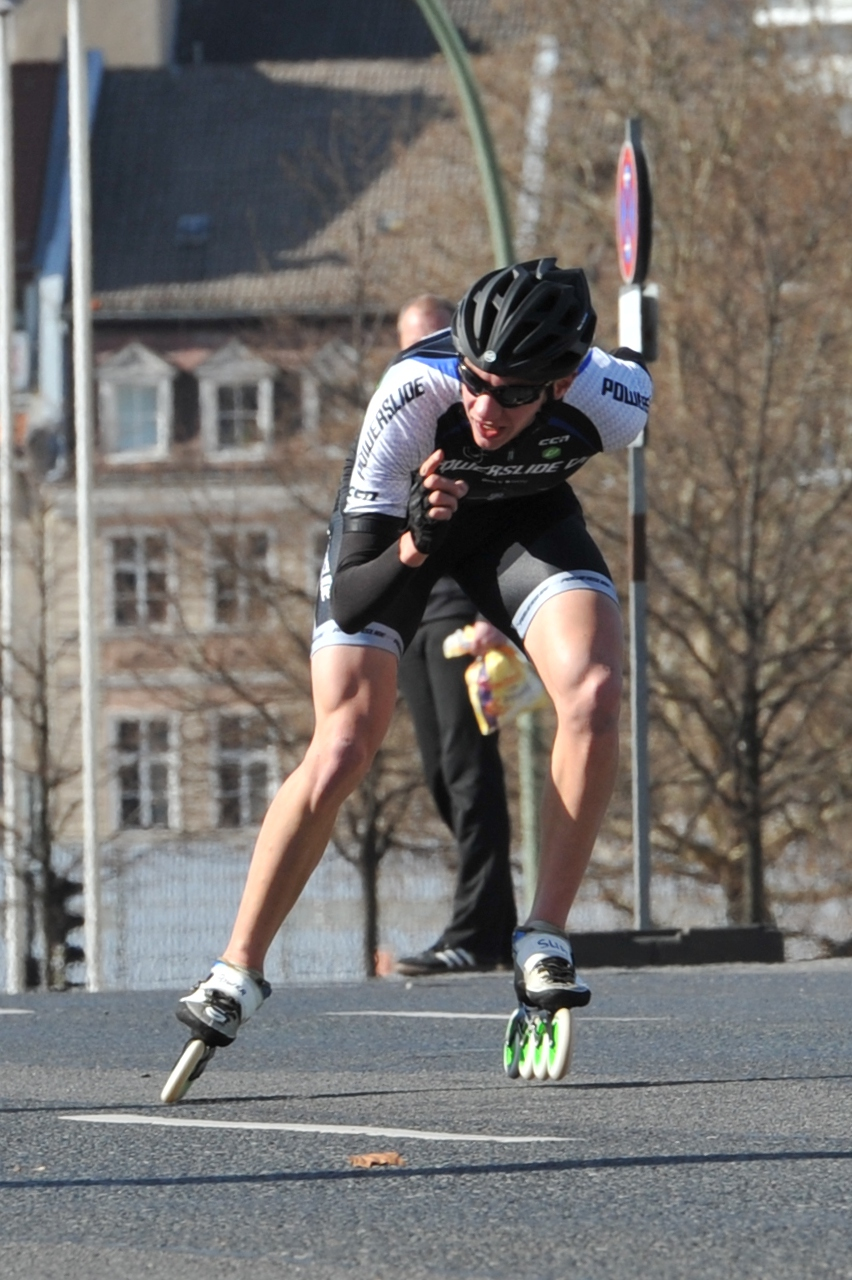
Bart Swings behaalde vier medailles voor België op de Wereldspelen

| Sport                    | Naam                                                                | Discipline                 | Medaille |
| ------------------------ | ------------------------------------------------------------------- | -------------------------- | -------- |
| Rolschaatsen (skeeleren) | Bart Swings                                                         | Punten-afvallingskoers (m) | Goud     |
| Rolschaatsen (skeeleren) | Bart Swings                                                         | 20.000 meter (m)           | Goud     |
| Duatlon                  | Rob Woestenborghs                                                   | Individueel (m)            | Goud     |
|                          |                                                                     |                            |          |
| Reddend zwemmen          | Bieke Vandenabeele Sofie Boogaerts Laurence Lambot Hannemie Peeters | 4x25m popzwemmen (v)       | Zilver   |
| Biljart                  | Eddy Merckx                                                         | Driebanden                 | Zilver   |
| Rolschaatsen (skeeleren) | Bart Swings                                                         | 1.000 meter                | Zilver   |
| Korfbal                  | Nationaal team                                                      | (m/v)                      | Zilver   |
|                          |                                                                     |                            |          |
| Acrogym                  | Nicolas Vleeshouwers Laure De Pryck                                 | Gemengde koppels           | Brons    |
| Petanque                 | Jean-François Hemon Steven Ielegems                                 | Doublette (m)              | Brons    |
| Reddend zwemmen          | Bieke Vandenabeele                                                  | 50m popzwemmen (v)         | Brons    |
| Rolschaatsen (skeeleren) | Bart Swings                                                         | 10.000m (m)                | Brons    |

### Nederlandse medaillewinnaars
| Sport              | Naam | Discipline            | Medaille |
| ------------------ | --- | --------------------- | -------- |
| Touwtrekken        | Nederlands team | 700kg (m)             | Goud     |
| Korfbal            | Nederlands team | (m/v)                 | Goud     |
|                    | |                       |          |
| Reddend zwemmen    | Anneloes Peulen | 100m popzwemmen (v)   | Zilver   |
| Reddend zwemmen    | Ela Hutten Ilvy van Grimbergen Maike Op Het Veld Anneloes Peulen                                                                               | 4x50m popzwemmen (v)  | Zilver   |
| Touwtrekken        | Grietje Annema Geri Boogaard Simona de Vries Aaltje Nieuwland Carolina van der Helm Irene van der Helm Johanna van der Meijden Jolanda Vergeer | 540kg (v)             | Zilver   |
| Ju-Jitsu           | Ruben Assmann Marnix Bunnik | Duo (m)               | Zilver   |
| Powerliften        | Ielja Strik | Super Heavyweight (v) | Zilver   |
| Squash             | Natalie Grinham | Vrouwen               | Zilver   |
|                    | |                       |          |
| Reddend zwemmen    | Maike Op Het Veld | 100m popzwemmen (v)   | Brons    |
| Reddend zwemmen    | Ela Hutten Leone Kelleners Maike Op Het Veld Anneloes Peulen                                                                                   | 4x25m popzwemmen (v)  | Brons    |
| Biljart            | Glenn Hofman | Driebanden (m)        | Brons    |
| Ju-Jitsu           | Johan de Gier | 77kg (m)              | Brons    |
| Ju-Jitsu           | Ruben Assmann Saskia Boomgaard | Gemengd               | Brons    |
| Vlakwaterkanovaren | Joep Bakel | Enkel Kayak (m)       | Brons    |

## Medailles
Door een fout in de productie van de medailles kwam niet 'World Games' maar 'Word Games' op de medailles te staan.